# 반황실투쟁
반황실투쟁(일본어: 反皇室闘争 한코우시츠토우소우[*])은 일본 신좌파의 정치투쟁의 하나다. 일본 경찰대학교에서 편저한 『경찰학논집』 1989년 5월호에서는 “혁명운동의 일환으로 황실의 존재를 부정하고 폭력적인 수단으로 그 폐기를 도모하는 각종 활동”이라고 정의하고 있다.
신좌파는 1957년 이후 대두했지만, 신좌파가 공개적으로 반황실투쟁을 제시하게 된 것은 1960년대 후반에 이르러서이다. 예컨대 중핵파는 기관지 『전진』에서 자당파야말로 천황제와 싸워온 혁명당이라고 자부하며 그 연원을 1967년부터 시작된 건국기념의 날 반대투쟁으로 꼽고 있다.
1970년대 들어서 반황실투쟁은 더욱 과격화하여 제1차 사카시타문 난입사건, 제2차 사카시타문 난입사건 등 황실 관련 시설을 겨냥한 테러사건이 발생, 결국은 황태자 부부에게 위해를 가하려 한 히메유리의 탑 사건, 쇼와 천황 암살을 기도한 동아시아 반일무장전선의 무지개 작전까지 발생하게 되었다.
이 당시의 반황실투쟁은 군주제의 시비 운운보다는, 쇼와 천황의 전쟁책임 추궁 등 실질적으로 "쇼와 천황 규탄투쟁"의 측면이 강했다. 쇼와 말기에 와서야 "천황이라는 제도에 반대하는 투쟁"이라는 측면이 부각되어 황위가 계승되어도 투쟁을 계속할 수 있는 이론 재구축을 강요받았고, 1988년 9월 쇼와가 죽을 병이 들자 반황실투쟁은 하나의 전환점을 마련하게 되었다.
당시 신좌파는 쇼와의 제삿날을 일종의 아마겟돈, 종말로 파악했다. “천황이 죽으면 백색테러의 폭풍이 몰아쳐 좌익은 몰살당하고 파시즘 정권이 수립된다”는 선전이 좌익들 사이에 나돌면서 괴상하고 컬트적인 비장감이 감돌았다. 당시 좌익투쟁에 참여했으며 이후 옥중에서 파시스트로 전향한 토야마 코이치는 “지금 생각하면 천황이 죽는다고 왜 우익이 난리를 치겠는가,” “하나부터 열까지 맥락 불명,” “마치 오컬트”였다고 당시를 회고한다.
신좌파 정파들은 주요 투쟁인 산리즈카 투쟁과 연계하여 “천황제 타도”를 외치며 이 시기에 수많은 테러사건을 계속했다. 또한 특정 당파에 속하지 않는 급진적 무당파 사이에서 반천황제운동연락회나 반천황제전국개인공투 가을폭풍같은 반황실투쟁을 주요 테마로 내거는 조직이 등장한 것도 이 시기다.
현재 일본의 반황실투쟁은 축소일로를 걷고 있다. 상징천황제가 국민들 사이에 정착한 것이 주된 이유지만, 신좌파 운동 전체의 퇴조에 의해 활동가의 고령화가 진행, 과격투쟁을 전개할 수 있는 인물 자체가 격감한 것도 원인의 하나다. 예컨대 2008년 1월 나가노현에서 개최된 제63회 국민체육대회 동계대회 개회식에 황태자 부부가 참석하자 반대하기 위해 현지의 반황실단체가 언론이나 정보지를 통해 집회를 호소했지만 모인 사람은 10명도 되지 않았다.